# Inondazione di San Marcello (1362)
La seconda inondazione di San Marcello, anche chiamata in basso sassone prima Grote Mandrenke (tradotto in italiano, la "grande affogatrice di uomini"), avvenuta tra il 15 e il 16 gennaio 1362, interessò le zone costiere del Mare del Nord in seguito ad una mareggiata che colpì le coste degli attuali Paesi Bassi, Germania, Danimarca, Regno Unito e Irlanda.
Viene chiamata seconda inondazione di San Marcello per distinguerla dalla prima abbattutasi sulle coste dei Paesi Bassi il 16 gennaio 1219 e prima Grote Mandrenke per distinguerla dalla seconda che colpì la stessa zona delle isole Frisone Settentrionali l'11 e 12 ottobre 1634.
Prende il nome da San Marcello Papa, festeggiato il 16 gennaio. L'inondazione causò l'allagamento di vasti territori e la morte di un numero stimato tra 11 000 e 25 000 vittime. Anche se alcuni cronisti riportano il numero di 100 000 morti, si ritiene che questo sia sovrastimato.

## Storia
Le prime avvisaglie della tempesta si ebbero in Irlanda, in particolare a Dublino dove edifici residenziali e non, 
furono devastati dai forti venti. Successivamente la tempesta si spostò nel sud dell'Inghilterra abbattendo migliaia di alberi. Gli edifici più alti, in particolare chiese, riportarono i maggiori danni, soprattutto a campanili e guglie che vennero in alcuni casi abbattuti. La più nota fu la guglia lignea della Cattedrale di Norwich che cadde sul tetto della chiesa stessa.
Una volta attraversato il Mare del Nord, la tempesta si abbatté sulle isole e sulla costa del Mare dei Wadden, con una marea che raggiunse fino ai 2,4 metri, superando agevolmente il colmo delle dighe. Il cronista Anton Heimreich cita nelle Nordfriesische Chronik che nella Frisia Settentrionale si ruppero 21 dighe. La forza della mareggiata si fece sentire in modo particolarmente violento sull'isola di Strand, distruggendo la città principale di Rungholt e sette altre parrocchie. I resti della città, sulla quale era stato espresso più di una volta il dubbio che fosse realmente esistita, si sono iniziati a ritrovare solo nel XX secolo.